# TV Hülzweiler
Der TV Hülzweiler 1901 e. V. ist ein deutscher Sportverein mit Sitz im Ortsteil Hülzweiler der saarländischen Gemeinde Schwalbach im Landkreis Saarlouis.

## Abteilungen

### Volleyball
Seit der Saison 2007/08 ist die Abteilung in Zusammenarbeit mit dem TV Fraulautern und der TuS Ensdorf in die VSG Saarlouis ausgelagert.

#### Männer
Spätestens ab der Saison 1976/77 spielte die erste Männer-Mannschaft in der 2. Bundesliga Süd. In der Folgesaison belegte das Team den fünften Platz und hielt knapp die Klasse. Diese Platzierung gelang mit 20:16 Punkten auch nach der darauffolgenden Spielzeit, diesmal gab es jedoch aufgrund der vergrößerten Liga und weniger Absteigern keine Abstiegsgefahr. Nach der Runde 1979/80 gelang es, sich mit 24:12 Punkten auf dem dritten Platz zu positionieren, so verpasste man nur knapp den Aufstieg in die Bundesliga. In der nächsten Saison gelang mit 16:16 Punkten der vierte Platz. Ein dritter Platz konnte in der Spielzeit 1981/82 mit 22:14 Punkten erreichte werden. Vom möglichen Aufstieg war man jedoch weit entfernt, da in dieser Runde nur ein Team berechtigt war.
In der Saison 1982/83 erreichte man mit 16:20 Punkten Platz sechs. Die Spielzeit 1983/84 schloss man mit 10:26 Punkten als Neunter ab, was den Abstieg in die Regionalliga bedeutete.

#### Frauen
Zur Saison 2003/04 gelang der Mannschaft erstmals der Aufstieg in die 2. Bundesliga. Mit 0:48 Punkten platzierte man sich weit abgeschlagen auf dem letzten Platz und stieg sofort wieder ab. Zur Spielzeit 2005/06 gelang der direkte Wiederaufstieg, in welcher man mit 26:26 Punkten über den achten Platz die Klasse halten konnte. Nach der Folgesaison stieg man mit 6:46 Punkten und Platz 13 erneut ab. Es gelang die Qualifikation für den DVV-Pokal 2006/07. Hier traf man im Achtelfinale auf den Köpenicker SC, welchem man mit 1:3 Sätzen unterlag.